# Bonibernicla ponderosa
Bonibernicla ponderosa — вимерлий вид гусеподібних птахів родини качкових (Anatidae), що існував в міоцені. Описаний по погано збережених фрагментах крил, що знайдені у відкладеннях формації Гіаргас Нуур на заході Монголії.